# Cruzeiro do Iguaçu
Cruzeiro do Iguaçu é um município brasileiro que fica na região sudoeste do Paraná, as margens do Rio Iguaçu e próximo a cidade de Dois Vizinhos, a qual inclusive é de onde foi desmembrado.